# Euklid
Euklid (grč.Εὐκλείδης, oko 330. pr. Kr. - oko 275. pr. Kr.), starogrčki matematičar. Euklid je poznati grčki matematičar iz Atene. Živio je i radio u Aleksandriji gdje je stvorio matematičku školu. Napisao je brojna djela, od kojih neka nisu sačuvana i poznata su samo po naslovu. Sačuvana djela su: Elementi (geometrija kao znanost o prostoru) u 13 knjiga, Data ( o uvjetima zadavanja nekog matematičkog objekta), Optika ( s teorijom perspektive), i drugo. U odnosu na druga znanstvena područja, geometrija je dostigla zavidan nivo oko 300. pr. Kr. pojavom djela Elementi. Tada u matematici geometrija dominira, pa su i brojevi interpretirani geometrijski. Euklid je pokušao da izlaganje bude strogo deduktivno i upravo zbog te dosljednosti Elementi su stoljećima smatrani najsavršenijim matematičkim djelom. Mnoge generacije matematičara i drugih naučnika su učili iz ove knjige kako se logički zaključuje i novo povezuje s ranije utvrđenim činjenicama. Kasnije su Elementi analizirani i dopunjavani. Posebnu pažnju su privlačili aksiomi i postulati. U ovoj knjizi su sadržana sva saznanja i otkrića do kojih su dosli Euklid i njegovi prethodnici i suvremenici u geometriji, teoriji brojeva i algebri. Također, dokazana su i 464 teorema na način koji je i danas besprijekoran.

## EuklidoviElementi
Euklidovi Elementi (grč. Στοıχεῖα) su matematički spisi objavljeni oko 300. pr. Kr. u 13 knjiga. Njihovo je značenje u tome što je to bio toliko uspio pokušaj sustavna izlaganja sveukupne elementarne geometrije na aksiomatskoj osnovi da su vjekovima bili nenadmašen uzor stroge znanstvene dedukcije. Sve do 19. stoljeća oni su bili i osnovni udžbenik geometrije, a doživjeli su više od 500 izdanja na mnogim jezicima. Nije se sačuvao izvorni tekst Euklidovih Elemenata, pa se ne zna točno što je u njima izvorni Euklidov prilog, no taj je svakako velik. U knjigama od I. do VI. obrađena je planimetrija, od VII. do X. aritmetika i teorija brojeva u geometrijskom obliku, kao primjerice poznati Euklidov algoritam, a od XI. do XIII. stereometrija. Za načelna pitanja geometrijske aksiomatike najvažnija je I. knjiga jer su u njoj skupljeni svi aksiomi na kojima se zasnivaju Euklidovi Elementi.

### Postulati
1. Dvije točke određuju segment pravca (dužinu)
2. Dužinu je moguće produžiti u beskonačnost (na oba njena kraja, čime se dobiva pravac)
3. Zadani segment pravca definira kružnicu (jedan kraj segmenta je središte, a duljina segmenta je polumjer)
4. Svi pravi kutovi su jednaki (kongruentni).
5. Ako pravac siječe dva pravca tako da je zbroj kutova s iste strane manji od dva prava kuta, onda se ta dva pravca (ako se dovoljno produže) sijeku.

Među njima je, zbog svoje normalne složenosti i eksperimentalne neočitosti, najveću pozornost privukao takozvani 5. postulat. Jedan od najpoznatijih matematičkih problema, takozvani problem 5. postulata, ili problem paralela, traži da se 5. postulat dokaže na osnovi ostalih aksioma, i time se sam izbriše iz popisa aksioma. U 2000 godina bilo je mnoštvo neuspjelih pokušaja rješavanja toga problema. U 19. stoljeću uvidjelo se da je 5. postulat doista aksiom neovisan o ostalima, pa se zato ne može izvesti iz ostalih. Time je otvorena mogućnost i za drugi geometrijski sustav različit od Euklidova, takozvanu neeuklidsku geometriju. Analiza Euklidovih Elemenata otkrila je u njima niz nedostataka, a u prvome redu nepotpunost njihove aksiomatike.

## Anegdote
Najpoznatija anegdota o Euklidu (autor je Proklo), kaže kako je Euklid išao faraonu Ptolemeju pokazati svoju knjigu Elementi. Faraon ga je upitao: "Postoji li lakši način do matematike od proučavanja Elemenata?" Ovaj je odgovorio: "Da, postoji." Faraon ga upita: "Postoji li kraljevski način do matematike?" Euklid mu odgovori: "Ne, ne postoji. Onaj tko želi shvatiti matematiku mora raditi. Isto vrijedi i za kraljeve."